# Edgefield (South Carolina)
Edgefield ist eine Stadt in South Carolina in den Vereinigten Staaten und County Seat von Edgefield County. Das U.S. Census Bureau hat bei der Volkszählung 2020 eine Einwohnerzahl von 2.322 ermittelt.

## Söhne und Töchter der Stadt
- Preston Brooks (1819–1857), U.S. Congressman
- Andrew Butler (1796–1857), U.S. Senator
- Matthew Calbraith Butler (1836–1909), U.S. Senator und Generalmajor der Konföderierten Armee
- James Longstreet (1821–1904), Generalleutnant der Konföderierten Armee
- Francis Wilkinson Pickens (1805–1869), Gouverneur von South Carolina
- Strom Thurmond (1902–2003), U.S. Senator, Gouverneur von South Carolina, und Präsidentschaftskandidat 1948